# César Díaz Martínez
César Díaz Martínez, más conocido como César Díaz (Villamalea, Albacete, España, 5 de enero de 1987) es un futbolista español que juega como delantero. Su actual equipo es el Atlético Saguntino de la Segunda División RFEF.

## Trayectoria
Al Albacete Balompié llegó en el verano de 2001, después de que en la temporada anterior, todavía en categoría infantil, destacara ya por su potencia y capacidad goleadora cuando la Escuela Municipal de Villamalea se enfrentó al Albacete. Entre las temporadas 99-00 y 00-01 marcó 74 goles en la liga provincial infantil. 
En el primer equipo cadete del Albacete, fue el máximo goleador de la Liga Regional con 35 goles. El Albacete, entrenado por Chuti Molina jugó la fase final del Escolar, denominado Campeonato de España de la Juventud, que precisamente se celebró en Albacete en junio de 2003.
En octubre de 2008, salió del Albacete de mala manera, como suele pasar con muchos canteranos y jugó en varios equipos de la Segunda B. Realizó buenas temporadas en el Sangonera, Almería B, Teruel y Melilla. En Zamora realiza un mala temporada.
En 2013, tras el descenso del Albacete a la Segunda B, vuelve al club manchego. Al final de la temporada, consigue el ascenso a la segunda división consiguiendo una gran cantidad de goles y siendo un jugador importante en las siguientes temporadas en la segunda división.
Con los del Carlos Belmonte jugó dos temporadas en Segunda División, marcando 19 goles.
En agosto de 2016, firma por el Racing de Santander en el que militó durante una temporada y media en Segunda B, donde marcó ocho goles.
En julio de 2019, firma por el CD Castellón en el que militaría durante tres temporadas y media, tanto en Segunda B como en Segunda División y Primera Federación, anotando la cifra de 22 goles en su paso por el equipo de Castalia, con el que disputa 109 partidos. 
El 29 de julio de 2022, firma por el Atlético Saguntino de la Segunda División RFEF.

## Internacionalidades
Ha sido internacional con la selección española en las categorías sub-17, sub-19 y sub-20.

## Clubes
| Club                          | País   | Año         |
| ----------------------------- | ------ | ----------- |
| Albacete B                    | España | 2003 - 2006 |
| Albacete Balompié             | España | 2006 - 2008 |
| CD Alcoyano (cedido)          | España | 2008        |
| Zamora CF                     | España | 2009        |
| Sangonera Atlético CF         | España | 2009 - 2010 |
| UD Almería B                  | España | 2010 - 2011 |
| CD Teruel                     | España | 2011 - 2012 |
| UD Melilla                    | España | 2012 - 2013 |
| Albacete Balompié             | España | 2013 - 2016 |
| Real Racing Club de Santander | España | 2016 - 2019 |
| CD Castellón                  | España | 2019 - 2022 |
| Atlético Saguntino            | España | 2022 - Act. |

## Palmarés

### Copas internacionales
| Título          | Club                      | País    | Año  |
| --------------- | ------------------------- | ------- | ---- |
| Eurocopa sub-19 | Selección española sub-19 | Polonia | 2006 |